# Corynactis globulifera
Corynactis globulifera is een Corallimorphariasoort uit de familie van de Corallimorphidae. De wetenschappelijke naam van de soort is voor het eerst geldig gepubliceerd in 1834 door Hemprich & Ehrenberg in Ehrenberg.